# Liste der Bodendenkmäler in Rohrbach (Ilm)
Auf dieser Seite sind die Bodendenkmäler in der oberbayerischen Gemeinde Rohrbach zusammengestellt. Diese Tabelle ist eine Teilliste der Liste der Bodendenkmäler in Bayern. Grundlage ist die Bayerische Denkmalliste, die auf Basis des Bayerischen Denkmalschutzgesetzes vom 1. Oktober 1973 erstmals erstellt wurde und seither durch das Bayerische Landesamt für Denkmalpflege geführt wird. Die folgenden Angaben ersetzen nicht die rechtsverbindliche Auskunft der Denkmalschutzbehörde.

## Bodendenkmäler der Gemeinde

### Bodendenkmäler in der Gemarkung Fahlenbach
| Lage                              | Objekt | Akten-Nr.     | Bild                                          |
| --------------------------------- | --- | ------------- | --------------------------------------------- |
| Fahlenbach (Standort)             | Siedlung vor- und frühgeschichtlicher Zeitstellung.                                                             | D-1-7335-0049 |                                               |
| Fahlenbach Kirchberg 7 (Standort) | Mittelalterliche und frühneuzeitliche Befunde im Bereich der Katholischen Pfarrkirche St. Martin in Fahlenbach. | D-1-7335-0052 | Mittelalterliche und frühneuzeitliche Befunde |
| Fahlenbach (Standort)             | Gräber des frühen Mittelalters.                                                                                 | D-1-7335-0109 |                                               |
| Fahlenbach (Standort)             | Mittelalterlicher Burgstall und ehemalige Schloss in Buchersried.                                               | D-1-7335-0110 |                                               |

### Bodendenkmäler in der Gemarkung Gambach
| Lage               | Objekt | Akten-Nr.     | Bild           |
| ------------------ | --- | ------------- | -------------- |
| Gambach (Standort) | Mittelalterliche und frühneuzeitliche Befunde im Bereich der Katholischen Filialkirche St. Laurentius in Gambach. | D-1-7335-0111 | weitere Bilder |

### Bodendenkmäler in der Gemarkung Rohrbach
| Lage                             | Objekt | Akten-Nr.     | Bild           |
| -------------------------------- | --- | ------------- | -------------- |
| Rohrbach (Standort)              | Mittelalterliche und frühneuzeitliche Befunde im Bereich der Katholischen Filialkirche St. Peter und Paul in Ottersried.                                                     | D-1-7335-0057 | weitere Bilder |
| Rohrbach Schloßweg 3 (Standort)  | Mittelalterliche und frühneuzeitliche Befunde im Bereich des Schlosses in Rohrbach. Siehe auch: Schloss Rohrbach (Oberbayern)                                                | D-1-7335-0059 | weitere Bilder |
| Rohrbach Kirchenweg 1 (Standort) | Mittelalterliche und frühneuzeitliche Befunde im Bereich der alten Katholischen Pfarrkirche St. Johannes Baptist in Rohrbach. Siehe auch: St. Johannes der Täufer (Rohrbach) | D-1-7335-0061 | weitere Bilder |
| Rohrbach (Standort)              | Burgstall des Mittelalters. Siehe auch: Burg Rohrbach (Oberbayern) | D-1-7335-0113 |                |

### Bodendenkmäler in der Gemarkung Rohr
| Lage            | Objekt | Akten-Nr.     | Bild |
| --------------- | --- | ------------- | ---- |
| Rohr (Standort) | Mittelalterliche und frühneuzeitliche Befunde im Bereich der abgebrochenen früheren Pfarrkirche St. Stephan in Rohr. | D-1-7335-0112 |      |

### Bodendenkmäler in der Gemarkung Waal
| Lage            | Objekt | Akten-Nr.     | Bild                                          |
| --------------- | --- | ------------- | --------------------------------------------- |
| Waal (Standort) | Mittelalterliche und frühneuzeitliche Befunde im Bereich der Katholischen Pfarrkirche Mariae Himmelfahrt in Waal.   | D-1-7335-0062 | Mittelalterliche und frühneuzeitliche Befunde |
| Waal (Standort) | Mittelalterliche und frühneuzeitliche Befunde im Bereich der Katholischen Pfarrkirche St. Nikolaus in Ossenzhausen. | D-1-7435-0144 | Mittelalterliche und frühneuzeitliche Befunde |